# ディスク・ウォーズ:アベンジャーズ
『ディスク・ウォーズ:アベンジャーズ』は、2014年4月2日から2015年3月25日までテレビ東京系列で放送されていたテレビアニメ。
東映アニメーションがマーベル作品を制作するのは、1980年8月19日にテレビ朝日系列で放送された『闇の帝王 吸血鬼ドラキュラ』以来となる。

## 概要
ウォルト・ディズニー・ジャパンが日本向けに製作したテレビアニメであり、マーベルを題材とした初の作品となった。
制作は『スティッチ!』、『ファイアボール』などの日本向けディズニー作品と同様に日本国内で進められており、原作側のマーベルはライセンス契約として携わっている。
玩具展開はバンダイ主導の元、データカードダスやバチ魂バットなどが展開された。

## あらすじ
邪神・ロキによって、凶暴なヴィランを閉じ込めるための捕獲装置“ディスク”が悪用され、世界中のヒーローやヴィランが封印されてしまった。
同じ頃、5人の子供達が“バイオコード”というプログラムを通し、ディスクの中のヒーローを実体化する力を手に入れた。
ディスクに封じられた5人のヒーローチーム・アベンジャーズは5人の子供達と協力し、世界各地に散らばったディスク回収とロキの陰謀に立ち向かう。

## 登場人物

### ヒーローサイド

#### 少年たち
アベンジャーズたちのパートナーとして共に戦う5人。当初は既存のマーベルキャラクターを主人公役にする予定だったが、日本側の意向で、ヒカルらオリジナルキャラクターが主人公になった。単にヒーローを呼び出すだけの添え物ではなく、ヒーローの性格的弱点を補い、共に成長していく対等のパートナーとして描かれている。アベンジャーズが完全解放されたと同時にバイオコードをアンインストールされ、お互いのアベンジャーズとして共に戦った記憶を消されたが、その後に起こったある出来事により、アベンジャーズとしての記憶を取り戻す。
アカツキ・アキラ
ディスクの開発者であるアカツキ博士の次男。中学二年生。熱い心と強い正義感の持ち主で常に少年たちの先頭に立つ。アイアンマンのディスクを持ち、彼のパートナーとなる。トニー・スタークとは子供のように言い争うことも多いが、強い信頼関係で結ばれている。
過去のセンチネルによる迫害の歴史を聞かされた際には、同じ超人的能力を発揮しながらなぜミュータントだけ差別されるのかと素朴な疑問を呈し、トニーからは大人になってもその視点を忘れるなと諭される。
戦いを終えたあと、研究者になるため勉強を始める。
アカツキ・ヒカル
アキラの兄であり、アカツキ博士の長男。アキラとは対照的に冷静沈着な性格で、暴走しがちな弟には度々手を焼いている。だが弟がピンチに陥ると自身も冷静さを忘れ暴走してしまうことがある。ソーのディスクを持ち、彼のパートナーとなる。
ノリコがヒーロー達を解放できるかもしれないミュータント能力の持ち主であることを隠していたことをアイアンマンに責められた時は、能力を目覚めたばかりで、混乱している彼女の意思を尊重する姿勢を見せた。
ガイアアンカー破壊直後に、レッドスカルに弟が襲われるという懐疑心を付かれディメンションスフィアの欠片を取り込んでしまい邪悪な力に心を支配され、レッドスカルの下僕となるも、ソーによって解放される。
戦いを終えたあと、父親と研究にはげんでいる。
クリス・テイラー
皮肉屋で斜に構えた態度をとる少年。しかし本当はアキラに負けない熱血漢。実はスイーツ作りの趣味を持ち、甘い物好き。エドに対しては辛辣な言葉を投げかけることも多いが、裏では何かと気にかけており優しさの裏返しであるとも言える。
資産家で弁護士の両親への反発からストリートでの喧嘩に明け暮れていたが悪になりきることもできず、「自分は一体何をしたいのか」と悩んでいた。スパイダーマンからキャプテン・アメリカとのコンビを提案されたときは「水と油だろ」と断ったが、キャプテン・アメリカの「なりたいものを一緒に探しに行こう」という言葉に惹かれ、彼のパートナーとなる。
戦いを終えたあと、弁護士をめざすことを決意した。
エドワード・グラント
愛称「エド」。おとなしく引っ込み思案な性格。スーパーヒーローのファンサイトを運営しているヒーローマニアで、本命はキャプテン・アメリカ。だがジェシカにハルクを貶された際は「ハルクは怒りと自分の弱さと戦う正義のヒーロー」だと大声で擁護した。ハルクのディスクを持ち、彼のパートナーとなる。
自身の至らなさから一時はハルクのディスクを預けパートナーを解消しようとも考えたが、それは責任感の強さから任務の重大性を一番強く認識しているからこそであり、ハルクからも「自分の弱さと戦っている」と擁護されていた。
当初はD-スマッシュのたびにディスクをあたふたとお手玉していたが、13話にて改めてハルクのパートナーとなった以降はバンクが変更されている。
ヒーローのみならずヴィランに関する知識も持ち併せており、時にそれが戦いに役立つ事もある。
戦いを終えたあと、これまでの物語を自分のサイトにまとめ、また体力づくりのランニングを続けている。
ジェシカ・シャノン
子供達の紅一点。両親は企業グループのトップであり、自らも尊大な言動をとりがちである。しかし根は優しく、勇気のある少女。ワスプのディスクを持ち、彼女のパートナーとなる。
アキラ達を友達ではないと言いはり、助けられても「なんで助けた」ときつく当たることもあったが、それは初めてできた仲間達に自分の弱さを知られ、落胆されることを恐れていたためである。だがワスプの言葉を受けて態度を改めるようになった。
戦いを終えたあと、14歳でファッションブランドを立ち上げ、新人賞を獲得した。

#### アベンジャーズ
地球を護るヒーローたち。ロキの計略によって下記の5人がディスクに封じ込められてしまったが、後にディスクから完全解放された。少年たちとパートナーになり戦う。
アイアンマン
- 属性 - テック / 必殺技 - アルティメット・ユニビーム

本名トニー・スターク。自ら開発した強化アーマーに身を包み悪と戦うヒーロー。スターク・インターナショナルの社長でもあり天才的な発明家でもある。
子供であるアキラ達を思いやる大人らしさがある一方、セイバートゥース戦では戦闘への焦りからアキラに「俺に命令するな」と怒ったり、（世界を守るという目的の為とはいえ）ミュータント能力に覚醒したばかりで困惑しているノリコに思慮の欠ける無理強いをしたりと、自己中心的な面も見られる。
ディスクの開発に関わっていたことからディスクにも精通しており、隠しコマンドで「アルティメット・ユニビーム」を放つことが可能。ビルドアップ時の必殺技は、左掌からリパルサーの強化版を放つ「ファイナルリパルサー」。
- アーマーのデザインはマーク6に近いが、肩からミサイルを発射するなどマーク7のような部分もある。また、原作や映画版のトニーは口ひげがトレードマークだが、本作のものは顎ひげのみとなっている。

ジャービス
アイアンマンのサポートAI。
ソー
- 属性 - エナジー / 必殺技 - ライトニングストライク、スーパー・ライトニング・ストライク（3DS）

北欧の天界・アスガルド出身の雷神。ロキの義兄。武器のハンマー『ムジョルニア』を使った打撃や投擲技の他、雷撃で攻撃を行う。
パートナーのヒカルとは同じ兄として共感する部分が多い。ヒカルとは方向性は違うが義弟のロキが絡むと周りが見えなくなり暴走する傾向があったものの、14話ではヒカルの言葉を受け任務を優先することを選んだ。
ヒカルがディメンションスフィアに支配されたことでレッドスカルに脅迫され、苦悩しつつもアベンジャーズに敵対するが、強い思いでヒカルを解放することに成功する。
ビルドアップ時の必殺技は、星形のプレートにムジョルニアのパワーを集め放つ「ライトニングスター」。
- デザインは実写版ではなく、コミック版に近いものになっている。

キャプテン・アメリカ
- 属性 - ファイト / 必殺技 - シールド・スロー、シールド・バウンス（3DS）

アメリカが極秘裏に研究していた実験によりスーパーパワーを得た戦士。本名スティーブ・ロジャース。究極硬度を誇る金属『ヴィブラニウム』で作られた盾は如何なる攻撃をも通さない。通称「キャップ」。
かつて相棒だったバッキーが任務中に命を落としたトラウマから、クリスに対して必要以上に保護者・指導者として接する面があったが、20話で対等のパートナーとして絆を結び直す。
ビルドアップ時の必殺技は、強化されたシールドを投げる「シールドリング」。
- 原作のスーツはスケイルアーマーだが、本作では硬質素材によるプロテクターにアレンジされている。素顔については一切出てこない。

ハルク
- 属性 - パワー / 必殺技 - ハルク・スマッシュ

科学者であったブルース・バナーが、実験中の事故により大量のガンマ線を身体に浴びた事で生まれた巨人ファイター。緑色に染まったボディから生み出されるパワーは怒りの増大により無限に高まる。
原作では怒りの感情が高まった時にハルクに変身し知性も幼稚園児並みに下がるが、今作では常にハルクの状態で活動しており、粗暴な面もあるが大人レベルの理性もある。
ビルドアップ時の必殺技は、右拳に溜めたエネルギーを拳状にして放つ「ガンマパンチ」。
ワスプ
- 属性 - アニマル / 必殺技 - ワスプ・スティング、ワスプ・ストライク（3DS）

アベンジャーズの一員である女性。本名ジャネット・ヴァン・ダイン。アベンジャーズ初代メンバー。ハチのパワーを宿しており、エネルギー放射攻撃『スティング』が得意。体を蜂のサイズまで小さくしたりもできる。
本業はファッションデザイナーであり、相手のファッションに口を出すことがある。
ビルドアップ時の必殺技は、背中の3対のアームから複数の敵にスティングの強化版を放つ「マルチ・スティング」。

##### セカンドヒーロー
レッドスカル編より子供達がアベンジャーズの他に所持するヒーロー達。アベンジャーズと同様に、ディスクから完全解放された。
ファルコン
- 属性 - テック / 必殺技 - ファルコン・アロー

S.H.I.E.L.D.のエージェントで、ホークアイのパートナー。半透明の翼レッドウィングを広げて飛行ができ、分離して竜巻を起こす武器として使用可能。
モードックとの戦闘で重傷を負うが、自ら望んでアキラにD-セキュアされたことでディスク化し一命を取り留め、アキラのセカンドヒーローになる。
ブラックパンサー
- 属性 - アニマル / 必殺技 - アイ・オブ・ザ・パンサー

アフリカ・ワカンダの国王でありヒーロー。格闘を得意とし、エナジーダガーを武器にする。
タイガーシャーク達との戦闘中にD-セキュアされるが、ジェシカがディスクを奪い返し、ジェシカのセカンドヒーローになる。
アイアンフィスト
- 属性 - ファイト / 必殺技 - シャイニング・フィスト

伝説の都市崑崙（クン・ルン）で10年間拳法を学んだ崑崙最強の戦士。
ディスク発表会の襲撃によってディスク化されてしまう。ディスクはデッドプールが回収しており、彼がアベンジャーズリーダー就任を要求した際の取引に使われそのまま持ち逃げされたが、のちにクリスに譲渡され、クリスのセカンドヒーローになる。
パワーマン
- 属性 - パワー / 必殺技 - パワー・タックル

サングラスとスキンヘッドが特徴のパワーファイター。エドの事を「ボス」と呼ぶ。
ガイアアンカー破壊任務中のエドに、打算的ながらも協力を申し出たセレブリティ5からディスクが譲渡され、エドのセカンドヒーローになる。
ノバ
- 属性 - エナジー / 必殺技 - ノバ・ブラスト

本名サム・アレキサンダー。ノバヘルメットを被ることで変身するスーパーヒーロー。ヒカルと同じ大学に飛び級で入ってきた。
アベンジャーズに仲間入りを志願するためヒカル達に接触を図るが、マンダリンとの戦闘中にロゼッタにD-セキュアされる。その後、ディスクをヒカル達がロゼッタから奪い返し、ヒカルのセカンドヒーローになる。
トニーに負けず劣らずの自己中心的な性格であり、前述のアベンジャーズへの仲間入りを断られた際も食い下がる事はなく、無謀にもマンダリンに挑み結果としてディスクに封印される事態を招く事となった。

#### S.H.I.E.L.D.
ニック・フューリー
世界の平和を守る組織S.H.I.E.L.D.の長官。ロキの策略によってディスク発表会襲撃事件の犯人の疑いをかけられてしまい、ロバートに長官職を更迭されてしまう。ロバート失踪後に復帰する。
世界安全保障理事会から、ピム博士を逮捕するよう圧力をかけられた際は、密かにブラック・ウィドウに彼らの不正入金の事実調査を命じ、賄賂の証拠を突き付け、彼らを一喝して黙らせた。
マリア・ヒル
フューリーの部下で、S.H.I.E.L.D.の副司令。ニック更迭中には長官代行を命じられたが、組織としての活動は封じられていた。
ホークアイ
- 属性 - ファイト / 必殺技 - ホーク・アロー

本名クリント・バートン。S.H.I.E.L.D.のエージェントであるが、凍結時には独自に活動を行っていた。弓の名手で、様々な機能を持った矢で攻撃する。
エドが自信を無くした際は冷徹な言葉を浴びせかけたりする時もあったが、ハルクの擁護を見越して意図的に発言したりと、ぶっきらぼうながらアベンジャーズの活動を影で支えている。S.H.I.E.L.D.活動再開後は復帰する。
チャン教授救出の際クロスボーンズに襲撃され生死不明になるが、実はクロスボーンズに変装して潜入しており、レッド・スカルがディメンションスフィアから離れた隙を狙って、彼を襲い正体を明かした。
- 紫色のマスクを付けた原作版の姿ではなく、素顔をさらした映画版をモチーフにした外見をしている。

ブラック・ウィドウ
- 属性 - ファイト

S.H.I.E.L.D.のエージェント・ロマノフ。両腕には各種装備が内蔵された武器を装備し、ロープを用いた空中戦でもスパイダーマンと互角並の戦いをみせた。
レッド・スカルのアジト潜入のためにデッドプールに依頼する。ニューヨークでは黒いスパイダーマンを拘束するために戦いを挑んだ。

#### X-MEN
サイクロップス
- 属性 - エナジー / 必殺技 - オプティック・ブラスト

X-MENのリーダーで、目から強力な破壊光線を放つミュータント。
ディスク発表会の襲撃によってディスク化されてしまうが、ウルヴァリンに回収される。その後、ノリコがジュウベエに捕まった際にはヒカルにディスクが託された。
ビースト
- 属性 - アニマル

X-MENの一員で、青い体毛の獣のような姿をした天才的な頭脳を持つミュータント。
ディスク発表会の襲撃によってディスク化されてしまうが、X-MENのメンバーに回収された。
プロフェッサーX
- 属性 - エナジー

X-MENの創設者であり、世界最高のテレパス能力者。車椅子に乗っている。ミュータントの力を覚醒させつつある少女・ノリコと、ミュータント探査マシン・セレブロで幾度も交信を行っており、ウルヴァリンに彼女のいるテクノアイル東京へと向かわせる。
ウルヴァリン
- 属性 - アニマル / 必殺技 - アダマンチウム・クロー

X-MENのメンバーで、両拳からアダマンチウム合金の爪を出し、超回復能力と動物的直感を持つミュータント。粗野な言動が目立つが、根は優しく義侠心に溢れたタフガイであり、他人を気遣うことにも長けている。
サイクロップス達と異なり、アイアンマン達が開発したディスク発表会の参加を拒否した為、ディスク化を免れている。ディスクがかつてミュータントを強制連行していたロボットである「センチネル」よりも危険なものと見ており、アイアンマンとの対面時は、それを開発した彼を責めている。
プロフェッサーXからの指示を受けて、テクノアイル東京へと訪れ、宿敵・セイバートゥースと対峙。アキラ達の窮地を救っている。ミュータント能力を覚醒しつつあるノリコを様子見し、力を暴走させて不良達を追い払った彼女の前に現れ、ディスクからサイクロップスを解放する為に協力を頼もうとするが、ミュータントであった事に気付き混乱していた為、その場は引き下がる。その後、ノリコがミュータントである事を知ったアイアンマンが、半ば脅迫紛いな物言いで協力を強いようとした際は、その無神経すぎるやり方に激怒し、「ノリコにはお前達と同じ、心がある!」と非難している。
ストーム
- 属性 - エナジー

X-MENのメンバーで、雷や風など天候を自在に操るミュータント。
アイスマン
- 属性 - エナジー

X-MENのメンバーで、氷や冷気を自在に操るミュータント。
コロッサス
- 属性 - パワー

X-MENのメンバーで、身体を生体金属の鎧に包むことができるミュータント。

#### その他のヒーロー
スパイダーマン
- 属性 - アニマル / 必殺技 - ウェブ・ブラスト、スパイディ・キック（3DS）

本名ピーター・パーカー。クモのパワーを得た事で誕生したヒーロー。危険を察知する直感力『スパイダーセンス』と蜘蛛の糸を駆使して戦う。戦いながらも軽口を言うことが多いが、「大いなる力には、大いなる責任が伴う」を指針に、ヒーローとしての責任感は強い。ニューヨークを拠点に活動しており、市民からは「親愛なる隣人」と親しまれている一方、『デイリー・ビューグル』誌で酷評されている。
ロキの襲撃によるディスク化を唯一免れ、ソー、キャプテン・アメリカ、ハルク、ワスプのディスクを救い出した事からアベンジャーズと子供たちが協力できる様橋渡しをしていく。スパイダーマンであることを隠しアカツキ博士の助手もしていた事から、ディスクの使い方をある程度知っていた。
ロゼッタがニューヨーク市民にスパイダーマン死亡の報道を告げた直後、意気揚々と帰還し生存をアピール。そして再びニューヨークを守るためアベンジャーズと別れた。
一方、（アベンジャーズにも正体を明かしていない）ピーター・パーカー自身は、研究助手のバイトがなくなった後はニューヨークの新聞社でカメラマンのアルバイトをしており、一時スパイダーマンのメッセージを届けるために来日している。
黒いスパイダーマン
ヴェノムに寄生され、黒いコスチュームを纏ったスパイダーマン。『スパイダーマン3』とは異なり、性格が豹変し過激な行動をとるためニューヨーク市民からの評判が悪い。
この一件で、全てが自分の意思とはいいがたいもののニューヨーク市民を危険に晒したことを悔い一時はヒーローをやめることも考えたが、ヒカルの励ましもありヒーローとして戦い続けることを誓った。
- 原典は『シークレット・ウォーズ』のエイリアンコスチューム。

ウォーマシン
- 属性 - テック / 必殺技 - ショルダー・マシンガン

本名ジェームズ・ローズ。アイアンマンと同型のパワードスーツで戦う。アイアンマンことトニー・スタークの親友でもあり、軽口で言い争う仲。
ディスク発表会の襲撃によってディスク化されてしまうが、アキラに回収され、後にディスクから完全解放された。
ドクター・ストレンジ
- 属性 - エナジー

医者にしてチベットの魔術師・エンシェント・ワンに師事して力を得た地球最高の魔術師で、「至高の魔術師」を名乗る。
ディスク発表会の襲撃によってディスク化されてしまう。マニーノがディスクを所持していたがアイアンマンを助けるために奪還され、後にディスクから完全解放された。
バッキー
キャプテン・アメリカのかつての相棒だった少年兵。バロン・ジモの爆撃機を止めようとし命を落とした。
サンファイアー
- 属性 - エナジー / 必殺技 - プラズマ・バーン

日本最強のスーパーヒーローで、太陽のような炎を操るミュータント。ロキとの戦いの後のアベンジャーズの子供たちの警護を頼まれるが、その隙を突いて奪われたディスクを追跡中にレッド・スカルに遭遇し成すすべもなく敗北する。
- 本作での姿は、エイジ・オブ・アポカリプス版での姿に近い。

ガーディアンズ・オブ・ギャラクシー
- 映画『ガーディアンズ・オブ・ギャラクシー』公開記念企画としてゲスト出演。

スター・ロード
- 属性 - ファイト

ガーディアンズのリーダーで、異星人と地球人とのハーフ。
ロケット
- 属性 - アニマル

遺伝子改造されたアライグマ。口が悪く「アライグマ」と呼ばれると怒る。
グルート
- 属性 - パワー

驚異的な再生能力を持つ樹木型ヒューマノイド。「私はグルート」としか話せないが、他のメンバーやアキラとは意思疎通ができる。
ドラックス・ザ・デストロイヤー
- 属性 - パワー

超人的な怪力を持つ荒くれ者。
ガモーラ
- 属性 - ファイト

元暗殺者の紅一点。
ハンク・ピム博士 / ジャイアントマン
- 属性 - パワー / 必殺技 - ジャイアント・パンチ

「ピム粒子」を発明した世界的科学者で、巨大化する能力を持つ元ヒーロー。ダークディメンションを開くための次元ホール発生装置の研究をするためにアイアンマンが呼び寄せた。アベンジャーズのメンバーだったが、過去にワールウィンドとの戦いでワスプを助けるために限界を超えて巨大化したため、細胞にダメージを受け変身するたびに激痛を伴うようになる。ヒーローを引退してからはアベンジャーズとも距離を置いていたため、ロキによるディスク化を免れている。
元々は社交的でアベンジャーズのチームメイトともいい関係を築いていたが、ヒーローとして活動できなくなったことで劣等感を抱くようになり、偏屈な性格となっていた。自分の助手として作ったウルトロンを暴走させる失態を起こし、精神的に更に追い詰められてしまう。対オメガウルトロン用ウイルスプログラムの開発に着手するも難航するが、アベンジャーズの信頼と激励を受け奮起し、ヒーローの誇りを取り戻した。オメガウルトロン撃退後、傷の治療と次元ホール発生装置の研究の為に、あえてD-セキュアされる事を承諾し、後にディスクから完全解放された。
- 原作ではワスプと同様に身体を縮小化して蟻を操るアントマンというヒーローの初代でもあるが、本作のピム博士がアントマンの能力を持つのかは不明。

ブレイド
- 属性 - ファイト

邪悪な人外種・バンパイア一族を人知れず狩る宿命を背負う「バンパイアハンター」。
一族の仲間であるバロン・ブラッドを追っている際、彼のしもべに成ってしまったヒカルら子供たちと対峙しているアキラ&アイアンマンと出会う。当初はバンパイアに血を吸われたと思いヒカルたちを全部まとめて倒すつもりだったが、後にこれはプラシーボ効果による「思い込み」によるものだとアイアンマンが映像も交えて説明。一応納得し、子供たちを元に戻す為にアキラと共闘する事にする。
- ハンターに成るに至った経緯は原典版に、外見はハリウッド映画版（ウェズリー・スナイプス主演三部作）に概ね準拠している。

#### 少年たちの周囲の人々
ペッパー・ポッツ
トニー・スタークの秘書でアカツキ博士の同僚。ヴィランと戦う事になった子供たちに協力する。
- 原作ではそばかすが「ペッパー（胡椒）」というあだ名の由来だが、本作のペッパーにそばかすはない。

アカツキ・ノゾム
アキラとヒカルの父親。スターク・インターナショナルの科学者でディスク開発者。奔放な性格だが、息子たちを思いその強さを信じている。
ロキ襲撃の際に行方不明となりロキによって捕らえられており、ロキの為に装置を開発させられていた。ロキ城でアキラ達に再会するが異空間に飲み込まれ生死不明となる。
その後、ダークディメンションの影響でローニンの姿となってロキに従う。しかし自我は完全には失われてはおらず、アキラの賢明な説得によりローニンから解放される。
ジョカスタ
- 属性 - テック[注 4]

ウルトロンの後に作った女性型助手ロボット。ウルトロンを高性能にしすぎた事で招いた失敗を踏まえ、機能は最低限に抑えられている。スタークジェットの操縦も可能。

### ヴィランサイド

#### セレブリティ5
ロキに従う仮面をつけた人間達。バイオコードを持ちヴィランをD-スマッシュさせることができる。 セレブリティ の名にあるように、メンバーは全員さまざまな業界で名を成した者たちで構成されている。しかし、格闘技の達人であるオオクマを除いたメンバーの単独での戦闘力は低いか無きに等しく、戦力としているディスクを失うと、ほぼ無力になってしまう。ティム・ギリアムの開発した転送装置を各自所持しており身に危険が及びそうになると転送する。
ロキ失踪後に全員拘束されたが、護送中に襲撃したクロスボーンズにバイオコードの能力を奪われヒドラ兵として強制的に働かされていた。エドにパワーマンのディスクを渡したり、悪事に懲りたような発言もしていたが、実際はレッドスカルの支配を逃れたいが為に利害関係の一致で協力しただけであり、セレブリティ5としての再起の時を図っていた。レッドスカルのアジト壊滅時のどさくさに紛れ逃走、再びロキと連絡が取れた際にバイオコードを再度手に入れる。ロキに再び協力し闇の秘宝を集めるものの、ドルマムゥがダークゲートに現れた際に5人とも取り込まれてしまった。脱出の経緯は不明だが最終回エピローグでは元の世界で相変わらずディスクを悪用して犯罪を行っている姿が登場している（ロゼッタは「ありがとう、ロキ様」と呟いている）。
ティム・ギリアム
長い鼻の付いた鉄のマスクをつけた実質リーダー格。テック属性ディスクを操る。
S.H.I.E.L.D.科学開発チームの元メンバーであり、転送装置等の開発を手がけている。
マニーノ・ジョルダーニ
ティムの仲間で、表の顔は天才シェフ。エナジー属性ディスクを操る。
オオクマ・ジュウベエ
ティムの仲間。実業家で格闘技の達人でもあり、刀を帯刀している。ファイト属性ディスクを操る。
血気盛んなセイバートゥースやミュータントの力を暴走させたノリコを「気に入った」と、力を持つ者を好む発言をしている。
ジョエル・マーフィー
ティムの仲間で、表の顔は有名ロックシンガー。パワー属性ディスクを操る。
ロゼッタ・ライリー
ティムの仲間で、表の顔はビッグニュースチャンネルの女性ニュースキャスター。アニマル属性ディスクを操る。
一見ヒーロー側のような報道で、その実アベンジャーズを非難するような偏向報道をする。ヒドラ脱出後は、アベンジャーズを倒すためマンダリンに一時接触している。

#### ヴィラン軍団
ロキ
- 属性 - エナジー / 必殺技 - ケイン・ブラスト、ロキ・デモリッシャー（3DS）

ソーの義弟で、アスガルドの邪神。アカツキ博士が開発したディスクを悪用しヒーローやヴィランを大量に捕獲していく。ディスクに封印した大量のヒーローやヴィランの能力をインストールしてその力を手にするも、アベンジャーズに敗れ異空間に消える。
その後の生死は不明だったが、ティムの転送装置を経由し、再びその姿を見せた。セレブリティ5に再びバイオコードの力を与え闇の秘宝を集めさせ、ダークゲート発生装置を作ってダークディメンションから現実世界に復活、ドルマムゥを現実世界に呼び寄せ世界を支配しようと企む。
最終回でドルマムゥの力を得てアベンジャーズと決戦を繰り広げ、アキラとクリー・マクトのパワーを得たアイアンマンのアルティメットユニビームに敗れ、アキラによってD-セキュアされディスク化した。
- 番組でのキャラクター人気投票ではヴィラン部門で第1位となった。

ロバート・ウインターズ上院議員
世界安全保障委員会のメンバー。シールドの監査をしており、ニック・フューリーを更迭しシールドを無期限凍結する。その正体はロキの変身の姿。ヒーローを政府の管理下に置く法律、スーパーヒーロー登録法を推し進める。ロキ行方不明と共に彼も行方不明扱いとなり法案も廃案となった。
モードック
- 属性 - テック / 必殺技 - サイオニック・ビーム、スーパー・サイオニック・ビーム（3DS）

コンピューターの如く肥大化した頭脳を持つヴィラン。モードック・ミサイルで武装しサイオニック・フォース・フィールドで守られている。
ロキ失踪後、レッド・スカルに忠誠を誓い、テックのバイオコードを得る。その後、ファルコン、アキラ、アイアンマンとの戦いの末に敗れ、D-セキュアされてヒーロー達に回収される。
グラビトン
- 属性 - エナジー / 必殺技 - グラビティ・ショックウェーブ、グラビティ・ノヴァ（3DS）

重力を操るヴィラン。
ロキ失踪後、レッド・スカルに忠誠を誓い、エナジーのバイオコードを得る。その後、ヒカル、ソーとの戦いに敗れ、D-セキュアされて回収される。
バロン・ジモ
- 属性 - ファイト / 必殺技 - バロンズ・ソード、バロン・ブラスターズ（3DS）

ナチスの天才科学者にして、射撃と剣術の達人。戦術用語を交えた言動が特徴。キャプテン・アメリカの相棒だったバッキーが死亡する原因となった因縁深い人物でもある。
ロキ失踪後、レッド・スカルに忠誠を誓い、ファイトのバイオコードを得る。その後、デッドプール、クリス、キャプテン・アメリカとの戦いの末に敗れ、D-セキュアされてヒーロー達に回収される。
アボミネーション
- 属性 - パワー / 必殺技 - アボミネーション・ストンプ、アボミネーション・フィニッシャー（3DS）

ハルクと互角の怪力を誇るヴィラン。
ロキ失踪後、レッド・スカルに忠誠を誓い、パワーのバイオコードを得る。その後、パワーマン、エド、ハルクとの戦いの末に破れ、D-セキュアされてヒーロー達に回収される。
タイガーシャーク
- 属性 - アニマル / 必殺技 - パーフェクト・ロックオン、テイル・ウィップ（3DS）

人体実験でイタチザメの遺伝子を持つ元スイマー。言葉に「ギョ」をつけて喋る。
ロキ失踪後、レッド・スカルに忠誠を誓い、アニマルのバイオコードを得る。その後、ブラックパンサー、ジェシカ、ワスプとの戦いの末に破れ、従えていたサーペント・ソサエティの面々と共にD-セキュアされてヒーロー達に回収される。
サーペント・ソサエティ
キング・コブラ
- 属性 - アニマル / 必殺技 - コブラ・ポイズン

大柄で蛇のように柔軟な身体を持つヴィランで、サーペント・ソサエティのリーダー。
コットンマウス
- 属性 - アニマル

鋼鉄製の歯と強靭な顎力を持つヴィランで、サーペント・ソサエティの一人。
ダイヤモンドバック
- 属性 - アニマル / 必殺技 - ダイヤモンド・スパイク

ダイヤモンド爆弾を使う女性のヴィランで、サーペント・ソサエティの一人。
クリムゾン・ダイナモ
- 属性 - テック / 必殺技 - ハンドミサイル

対アイアンマン用に開発されたアーマーを装着した科学者。
アブゾービングマン
- 属性 - パワー / 必殺技 - アブソーブション

自分が触れた物体の性質をコピーできる能力を持つヴィラン。
ガソリンに触れさせられた上に火をつけられて倒され、D-セキュアされてヒーロー達に回収される。
ワールウィンド
- 属性 - ファイト / 必殺技 - トルネード・バズーカ

身体を高速回転させることで竜巻を起こす能力を持つヴィラン。
グリーン・ゴブリン
- 属性 - ファイト / 必殺技 - ゴブリン・ブラスト

緑色の小鬼のような姿をしたヴィラン。グライダーに乗って飛行し、パンプキンボムを武器とする。
デストロイヤー
- 属性 - エナジー / 必殺技 - デストロイヤー・ブラスト

魔力によって操られるアスガルドの甲冑兵。
ウィップラッシュ
- 属性 - テック / 必殺技 - ウィップ・カッター

特殊なムチを操るヴィラン。「ビシビシ」が口癖。エピローグでもセレブリティ5とともに悪事を働いている。
リザード
- 属性 - アニマル / 必殺技 - スーパーテール・ウィップ

トカゲのような姿をしたヴィラン。皮膚が硬く、尻尾を武器にする。エピローグでもセレブリティ5とともに悪事を働いている。
ディアブロ
- 属性 - エナジー / 必殺技 - ディアブロ・アルケミー

強力な錬金術を操る錬金術士。ハルクを操り暴走させた。
シルバー・サムライ
- 属性 - ファイト / 必殺技 - サムライ・ソード

日本でトップクラスの凶悪なヴィラン。タキオンフィールドを纏わせた刀を使う。ヴィランではあるが、義理堅いサムライ精神を持ち、ヒーローからも一目置かれている。妹がアイアンマンに助けられた過去があり、アキラとの勝負を経てアイアンマンたちが日本を拠点にすることを容認する。
- 番組主題歌を歌っているT.M.Revolutionボーカルの西川貴教が声優を担当しており、主題歌CDのパッケージアート中央にはシルバーサムライが描かれている。

ジャガーノート
- 属性 - パワー / 必殺技 - アンストッバブル

驚異的なパワーと不死身の能力を持つヴィラン。そのヘルメットは精神攻撃を受け付けない。エピローグでもセレブリティ5とともに悪事を働いている。
ドクター・オクトパス
- 属性 - テック / 必殺技 - テンタクル・アタック

蛸を模したアーマーを身に付け、背中から伸びた4本のアームを操るヴィラン。
レッキングクルー
レッカー
- 属性 - パワー / 必殺技 - クロウバー・クエイク

レッキングクルーのリーダー。バールを武器とし、その力はバールを差し込んだ地面が割れる程である。
ディスク発表会の襲撃時に散々傷めつけられた事から、アイアンマンには恨まれていた。
パイルドライバー
- 属性 - パワー

レッキングクルーの一人。巨大な拳を武器にする。
サンダーボール
- 属性 - パワー

レッキングクルーの一人。鎖鉄球を武器にする。
ブルドーザー
- 属性 - パワー

レッキングクルーの一人。怪力を誇り、突進攻撃を繰り出す。
セイバートゥース
- 属性 - アニマル / 必殺技 - スーパーヒーリング

自由に暴れ回る事を好むミュータント。鋭利な爪と動物的運動神経、超回復能力を誇る。
自分の前に立つ者は誰だろうと容赦しないと発言し、デストロイヤーによる加勢に憤った際はディスク所有者であるロゼッタに牙を向けたりと、制御不能なヴィランである。
プレデターX
- 属性 - アニマル / 必殺技 - ポイズン・スピット

対ミュータントの生体兵器。口から吐く毒はミュータントを弱らせる。
マグニートー
- 属性 - エナジー / 必殺技 - マグネティズム・ウェーブ

強力な磁力を操るミュータントで、X-MENの宿敵。ミュータントの世界を作るために人類と敵対をしているが、ミュータントであるノリコを保護するためにあえてプロフェッサーXの要請に応じる。
ミスティーク
- 属性 -ファイト / 必殺技 - シェイプ・シフター

変身能力を持つ青い皮膚の女性ミュータント。お金次第でどんな人物とも取引する。レッド・スカルとの取引でアベンジャーズからディスクを奪うもクロスボーンズに倒される。
ロナン・ザ・アキューザー
- 属性 - エナジー

全宇宙を滅ぼそうとするほどの宇宙規模の悪。手に持つユニバーサル・ウェポンはなんでもエネルギーを吸い取り自分のパワーに変える。
ガーディアンズ・オブ・ギャラクシーにクリー・マクトを盗まれ、その奪還のために地球に侵攻してくる。圧倒的な力を見せ付けるがアベンジャーズとガーディアンズ・オブ・ギャラクシーの連携により撤退する。
フィン・ファン・フーム
- 属性 - パワー

ドラゴンのような姿をした巨大な異星人。口からファイアーブレスを放つ。
クリー・マクト砲によって倒され、D-セキュアされた。
マンダリン
- 属性 - エナジー / 必殺技 - 10個の指輪による攻撃

10個の指輪のパワーを操るアイアンマンの強敵。使用した能力はトルネード、フレイムブラスト、エレクトロブラスト、インパクトビーム、アイスブラスト、イゾルブビーム。
ロゼッタがアベンジャーズを倒すために接触した。
- 姿は『アイアンマン ザ・アドベンチャーズ』でのアーマー姿に近い。

ウルトロン
- 属性 - テック / 必殺技 - オプティカル・ビーム

元はピム博士のサポートロボット。しかし人工知能をアップデートした結果、完璧な自分が世界を支配するべきと結論付ける。アイアンマンによって倒されるものの、思考プログラムは完全に消滅せず、ブルージャベリンを乗っ取りテクノアイル東京を攻撃しようとした。
自己複製の技術を持っており、自身の複製体やオメガウルトロンを製造している。
- 原作に存在するキャラクターだが日本では『アベンジャーズ/エイジ・オブ・ウルトロン』映画公開に先駆けての登場の扱いとなっている。

オメガウルトロン
ウルトロンが自らのボディとして制作した巨大ロボット。複数の都市に現れ襲撃するが、ウルトロンの言動からボディを操るプログラムが1つである事を見抜かれ、ピム博士が作ったウイルスプログラムにより消滅した。
バロン・ブラッド
- 属性 - ファイト

古くから闇に紛れて人の血をすすって生きてきた人外の存在「バンパイア一族」の一人。自らを「夜の支配者」と豪語する。ブレイドに言わせると飢えからでは無く誰かを苦しめるため「遊び半分で」親族や仲間の血を吸う。
長らくディスク化されていたがジュウベエによってD-スマッシュされ、ある計画を遂行する。その途中、ヒカルたち子供たちに出会って血を吸い、バンパイア化し仲間にする（後にバンパイア化してたのは誤認だったと判明）。ヒカルたちを操り追い詰めるもののエヴォリューションバイオコードの光の余波によって弱り、ブレイドにD-セキュアされる。
ローニン
- 属性 - ファイト

次元ホール発生装置から現れたロキの部下。ロキの命でディメンションスフィアをはじめ闇の秘宝を奪う。
ブリザード
- 属性 - テック

冷気を操るパワードスーツを装着したヴィラン。クールが口癖。ソーに倒されD-セキュアされる。
ドルマムゥ
- 属性 - エナジー

ダークディメンションを司る闇の王。ロキと共にダークゲートを使い現実世界へと降臨しようとする。
50話にてクリー・マクト砲の直撃を受けて弱体化し、裏切ったロキによってD-セキュアされる。
バイビースト
- 属性 - パワー

頭部に2つの顔がある超人的なパワーを持ったアンドロイド。
アイアンモンガー
- 属性 - テック

大型パワードスーツを装着したヴィラン。スタークの元ビジネスパートナーで、アイアンマンの技術を盗んで製作したもの。
マインドレス・ワンズ
- 属性 - エナジー

ドルマムゥが全世界の人間に見せた怪物の幻覚。

#### ヒドラ
レッド・スカル率いるヴィラン軍団。ディメンションスフィアでセレブリティ5から奪ったバイオコードをモードックら5人のヴィランに分け与え、「マスターズ・オブ・イーブル」として従える。
レッド・スカル
- 属性 - ファイト / 必殺技 - ダスト・オブ・デス、レッド・ウェーブ（3DS）

赤い髑髏の顔をした最悪のヴィラン。キャプテン・アメリカ同様にスーパーソルジャー血清を使って超人になった。
「この世に悪の栄えることなし」という世界の法則を覆すためにディメンションスフィアを使い世界全てを破壊しようと企む。ガイアアンカーを破壊され、地球破壊計画は阻止されるものの、ヒカルをディメンションスフィアに取り込むことに成功する。しかしヒカルは解放され、最終兵器の巨大ロボもアベンジャーズとセカンドヒーローにより破壊、D-セキュアされ野望は阻止された。
クロスボーンズ
- 属性 - ファイト / 必殺技 - デス・ランチャー

ドクロのマスクを被ったレッド・スカルの部下。銃火器のスペシャリスト。ホークアイとの戦闘後はDセキュアされ、以降ホークアイが変装していた。
ヒドラ兵
ヒドラの下級戦闘員。レッド・スカルに見限られ用済みにされるが、彼が倒された後、全員S.H.I.E.L.D.に拘束された。

### その他
アシダ・ノリコ
- 属性 - エナジー

テクノアイルインターナショナルスクールに通う青髪の日本の女子学生。ヒカルに一目惚れするが、特殊な生体電気を放つミュータントの能力に目覚めてしまう。ジュウベエに騙されアベンジャーズのディスクを強奪し自身も捕まってしまい、ミュータントとなった境遇に絶望し暴走するが、ヒカルに説得され自分を受け入れる。
ロキとの決着後、X-MENの保護下に置かれ日本を離れる。
- 原作X-MENでのコードネームは「サージ」。当初は番組オリジナルのミュータント少女を登場させる予定だったが、オリジナルキャラクターを増やしすぎたくないという観点から、原作キャラクターである彼女が登場することになった。

センチネル
- 属性 - テック / 必殺技 - パーティクル・キャノン

ミュータント捕獲ロボット。目や掌にレーザー光線を内蔵。何十年も前のミュータントの権利が認められていなかった頃、何万人ものミュータントを収容所に送った。
デッドプール
- 属性 - ファイト / 必殺技 - ツイン・ブレード

全身を赤いスーツとマスクで覆った傭兵。普通の人間だが過去に超回復能力を後天的に得たのでカラダは丈夫。報酬さえ貰えるなら雇い主がヒーローだろうがヴィランだろうが無関係に依頼を遂行するが人の命令を素直に聞くタイプではないので、傭兵としては使いづらい事この上ない。原作同様に第四の壁を破壊し、視聴者に向かって話しかけるといった行動を行う。本作では拳銃の代わりにビームガンを使う。
好物のチミチャンガを買いに行った店がヴィランたちの溜まり場だった、という偶然からアイアン・フィストのディスクを手に入れた際にアベンジャーズたちと関わりを持ち、以後は彼らの戦いに（依頼してきたブラック・ウィドウに惚れた事もあり）たまに関わる。バロン・ジモとの戦いで重傷を負うが自らの意思でD-セキュアは拒否。ブラック・ウィドウによる看護という報酬以外のサービスを怪我の功名で受けるも、セクハラをしようとして上空から放り出される。基本的にはギャグキャラクターだが、ごく稀にヒーローとしてのシリアスな面も見せる。
- 番組でのキャラクター人気投票ではヒーロー部門で第1位となった。

ブリジット・チャン教授
地球の地脈であるガイアライン理論の世界的権威。レッド・スカルに捕らえられていたがホークアイとファルコンによって救助される。
ヴェノム
- 属性 - パワー / 必殺技 - デュアル・スパイカー

1年前に落下した隕石に付着していたアメーバ状の地球外生命体。別の生命体に寄生することで力を増幅する特性があるが、宿主の精神を乗っ取り狂暴化させる。スパイダーマンに寄生する前からスパイダーセンスに反応しない。鐘の音のような音波に弱い。
S.H.I.E.L.D.が保管していたモノがスパイダーマンに寄生、ニューヨークで好き放題に振る舞い非難を浴びる。アベンジャーズによりスパイダーマンから離れた後はハルクに寄生するが、鉄筋の音と鐘の音でハルクから離れたところ、ハルクのガンマパンチを食らいD-セキュアされる。
なお、S.H.I.E.L.D.が保管していたヴェノムが付着していた隕石も闇の秘宝の1つとされていた。
- 作中ではヴィランそのものではなく寄生体を指しており、原典のシンビオートにあたる。

ベータ・レイ・ビル
第11話でフィギュアでのみ紹介。
馬の様な外見を持ち、ムジョルニアを持ち上げることができる高潔な精神を持つヒーロー。ソーと義兄弟となりムジョルニア同様の力を持つストームブレーカーを与えられている。

### アニメ未登場
バチ魂バットのみ登場。
- ナイトメア
- キャプテン・マーベル
- ウィンター・ソルジャー
- カーネイジ
- サノス
- ウルトロン Ver.2
- スーパーアダプトイド
- エレクトロ
- スカーレット・ウィッチ
- クイックシルバー
- タンクマスター
- アントマン
- シー・ハルク
- ヘラクレス
- ロックスライド
- スピードフリーク
- クロウ
- グレイ・ガーゴイル
- バロン・モルド
- グリフィン
- フィクサー
- エンチャントレス
- デス・アダー
- エクスキューショナー
- サンドマン
- ダイナソアー（属性 - アニマル）
- ライノ

## ディスク
本作のキーガジェット。英語表記は「DISK」（Digital Identity Securement Kitの略）。小さな三角円盤状の特殊デバイスにヒーローやヴィランを状況に応じて封印・解放できるシステムの総称でもある（通常は特殊デバイスのみが「ディスク」と呼ばれる）。ディスクに封印されたヒーロー（ヴィラン）たちはD-スマッシュされないと身体の自由を取り戻せないが、ディスクの状態でも外界とのコミュニケーションはある程度行える。特に5人の子どもたちがパートナーとしたアベンジャーズはディスクから自身を模した小さなホログラフィーのアバターを出すことができ、通常はこの状態で子どもたちと会話をする。また、ミュータントを封印したディスクは一部の形状が変化する。
解放は「バイオコード」と呼ばれる特殊なプログラムを体内に埋め込んだ者のみが行なえ、封印はディスクをヒーローかヴィランに向けて「D-セキュア」と叫ぶ事で行い、解放はディスクを地面に叩きつけて行う（この行為を「D-スマッシュ」と呼ぶ）。なお、子どもたちの体に埋め込まれたバイオコードは不完全な物であり、解放は一時的なものでD-スマッシュしてからのタイムリミットが333秒（5分33秒）と限られており、それを過ぎると強制的にディスクに戻ってしまうため「リミテッドバイオコード」と呼ばれる。また、一度D-スマッシュすると次にD-スマッシュできるまでにリチャージが必要になる。
物語が始まる数年前、トニー・スタークが経営する「スターク・インターナショナル」のスペシャルプロジェクトチームにノゾム・アカツキ博士を招き、極秘で研究開発してもらっていた（アカツキ博士は自分が開発者だと世に知られると2人いる息子たちがヴィランたちの標的にされてしまうと考え、対外的にはトニーが考案・開発した事にしてもらっている）。しかし、ディスクシステム完成直後、ロキが何らかの方法でディスクの存在を知ってしまう。ロキは仲間数人と共にバイオコードを体内に埋め込んだあと未使用のディスクを大量に盗み出し、アベンジャーズを始めとするヒーローやヴィランたちを無差別に大量封印してしまった。この際、その場に居合わせたアカツキ博士の息子2人と偶然いた3人の少年少女にバイオコードを埋め込むインストーラー（特殊装置）が誤って始動。彼ら5人にもバイオコードが埋め込まれる事となった。
ディスクは本来凶悪なヴィランたちを安全に拘束するため「封印」することを目的としたモノである。しかし、これには危険性も含まれており、バイオコードを埋め込むという条件さえ整っていれば、一般人であろうが犯罪者であろうとも、ヒーローやヴィランたちを封印し、自由に解放することが可能になり、つまりは力の弱い悪人でも強大な力を容易に振りかざし、破壊や殺戮を行うこともできるようになってしまうのである。人々を守るヒーローの場合は拒否することもあるが、犯罪を行うヴィランたちの場合だと拒否するとは限らず、場合によっては複数のヴィランたちが同時に出現して大規模な破壊活動を行うこともある。
アキラ達にインストールされた不完全なバイオコードはアベンジャーズと共に戦った中で進化、アイアンマンはこれを「エヴォリューションバイオコード」と名付けた。

### 属性
封印された者たちには特殊能力に応じて数種類の「属性」が付けられ、色で分類がし易い様になっている。主な属性は下記の通り。
- テック（Tech・赤） - 科学技術に起因する能力。アイアンマンなど。
- エナジー（Energy・紫） - 生まれつき持っている人智を超えた超常能力。ソーなど。
- ファイト（Fight・青） - 極限まで極めた技術や奥義を有する系統の能力。キャプテン・アメリカなど。
- パワー（Power・緑） - 身体を駆使する系統（腕力・脚力・膂力など）の能力。ハルクなど。
- アニマル（Animal・黄） - 人間以外の動物（便宜上、昆虫なども含む）に起因する能力。ワスプなど。

## 用語
アベンジャーズ関連
スタークジェット
トニー・スタークが個人所有しているジェット機。「ディスク・ウォーズ」勃発後は、アベンジャーズと子供達の移動手段となる。操縦は主にヒカルやペッパー。機体色は1号機は黄色、2号機は赤。
ビルドアップアーマー
クリー・マクトを使って開発した強化アーマー。装着時にアベンジャーズとそのパートナー双方に片眼鏡型ゴーグルが装着される。ビルドアッププレートをディスクにセットし「ビルドアップスマッシュ」することにより装着する。ただし活動限界がいくら残っていようと使用後はディスクに戻される欠点があるが決戦時はアベンジャーズ全員が完全開放された影響かアーマーのみが戻されていた。
S.H.I.E.L.D.関連
ヘリキャリア
S.H.I.E.L.D.の空中母艦。
ブルージャベリン
S.H.I.E.L.D.が管理する、高出力レーザー砲を搭載した軍事衛星。
その他
ラフト
凶悪ヴィラン専用刑務所。ロキによって多くの投獄されたヴィランがディスク化され、またイベントに参加していたヒーロー達もディスク化される。
テクノアイル東京
第16話より主な舞台になる、日本最大の超近代的な新開発都市。新しい観光名所としても人気がある。
アキラたちは「ディスク・ウォーズ」に巻き込まれてから自習に近い状態で勉強をしていたが、彼らの将来を考え最適な学習環境を与えたいと望むペッパーの強い要望をトニーが了解。子供たちは全員この街にある中高大の一貫教育学園「テクノアイルインターナショナルスクール」に通う事になった（ヒカルは年齢的には高校生だが、飛び級で大学部へ入学した）。
この都市は元々トニーがアベンジャーズ極東支部を置くつもりでスターク・インターナショナルを通して開発に莫大な投資をしており、トニーは設計段階で防犯カメラ映像のチェックやアベンジャーズ専用の隠し道路起動など、街の様々なライフラインに関与できるようにしている。
ミラノ号
ガーディアンズ・オブ・ギャラクシーの宇宙船。
クリー・マクト
ガーディアンズ・オブ・ギャラクシーがロナンから奪った超エネルギー。アベンジャーズに託される。

## 声の出演
レギュラー・準レギュラー
- 斎賀みつき - アカツキ・アキラ
- 井口祐一 - アカツキ・ヒカル
- 桑畑裕輔 - クリス・テイラー
- 菅谷弥生 - エドワード・グラント、ストーム（20、21[3]）
- 大空直美 - ジェシカ・シャノン
- 花輪英司 - トニー・スターク / アイアンマン
- 加瀬康之 - ソー、ジャービス[注 11]
- 中谷一博 - キャプテン・アメリカ
- 松田健一郎 - ハルク
- 水橋かおり - ワスプ
- 水沢史絵 - ペッパー・ポッツ
- 川田紳司 - ピーター・パーカー / スパイダーマン
- 武藤正史 - ロキ
- 真殿光昭 - ティム・ギリアム、グラビトン（13、21、23、32）
- 新垣樽助 - マニーノ・ジョルダーニ、タイガーシャーク（27、29）、プレデターX（19、20）
- 高塚正也 - オオクマ・ジュウベエ、アボミネーション、コットンマウス（2、27、29）
- 伊丸岡篤 - ジョエル・マーフィー、モードック
- 小島幸子 - ロゼッタ・ライリー
- 堀秀行 - アカツキ・ノゾム / ローニン
- 江川央生 - ニック・フューリー
- 渡辺明乃 - マリア・ヒル
- 竹本英史 - ホークアイ

ゲスト出演
- 吉水孝宏 - サイクロップス（2、19、20）
- 増谷康紀 - ドクター・ストレンジ（2、46、47）、ハンク・ピム / ジャイアントマン（34〜39、46）
- 高橋英則 - ウォーマシン（2、13）
- 岸尾だいすけ - バッキー（13）
- 平井啓二 - キング・コブラ、フィン・ファン・フーム（24、25）、アイアンモンガー（47、48）
- 稲田徹 - クリムゾンダイナモ（1、2、13、28、44）
- 川津泰彦 - アブゾービングマン（2、12）
- 沼田祐介 - グリーンゴブリン（2、30）
- 三宅貴大 - ワールウィンド（2、7、8）、レッカー（2、18、45）
- 半田裕典 - リザード（4、41）
- 進藤尚美 - ダイヤモンドバック（4、5、27、29）
- 麻生智久 - ディアブロ（6〜8、46）
- 西川貴教（T.M.Revolution） - シルバー・サムライ（9、10、51）
- 山本祥太 - ジャガーノート（12、41）
- 優希比呂 - ウィップラッシュ（14、41）
- 松本大 - ドクター・オクトパス（15）
- 乃村健次 - ウルヴァリン（16〜22）
- 菊池こころ - アシダ・ノリコ（16〜21）
- 桐本琢也 - セイバートゥース（16、21、22）
- 阪脩 - プロフェッサーX（17、18、20、21）
- 桐井大介 - パイルドライバー（18、45）
- 大久保利洋 - サンダーボール（18、45）
- 髙階俊嗣 - ブルドーザー（18、45）
- 武虎 - バロン・ジモ（19、20、23、30）
- 楠見尚己 - ビースト（20）
- 泰勇気 - アイスマン（21）
- 藤本たかひろ - コロッサス（21）
- 銀河万丈 - マグニートー（21）
- 杉田智和 - サンファイアー（23）
- 浅野真澄 - ミスティーク（23）
- 小原雅人 - クロスボーンズ（23、33）
- 清川元夢 - レッド・スカル（23、28、29、32、33）
- 井上剛 - スター・ロード（24、25、51）
- 岡林史泰 - ロケット（24、25、51）
- 船木まひと - グルート（24、25）
- 園部好德 - ドラックス（24、25）
- 北西純子 - ガモーラ（24、25）
- 白熊寛嗣 - ロナン[注 11]（25）
- 子安武人 - デッドプール（27、30）
- 川庄美雪 - ブリジット・チャン（28）
- 石川界人 - ファルコン（28、33、44、46、48）
- 大場真人 - ブラックパンサー（29、33、48）
- 四宮豪 - アイアンフィスト（30、33、48）
- 浅野まゆみ - ブラック・ウィドウ（30、35、36、46）
- 小柳良寛 - パワーマン（31、33、45、48）
- 菅沼久義 - サム・アレキサンダー / ノバ（34、43、48）
- 楠大典 - マンダリン（34、51）
- 山崎たくみ - ウルトロン（37〜39）
- 田中一成 - バロン・ブラッド（42、43）
- 安元洋貴 - ブレイド（42、43、51）
- 石川英郎 - ブリザード（44）
- 山路和弘 - ドルマムゥ（47、49、50）
- 飯島肇 - バイビースト（47、48）

## スタッフ
- キャラクター原案 - マーベル・コミックス
- エグゼクティブ・プロデューサー - Alan Fine、Dan Buckley、Joe Quesada、Jeph Loeb、森下孝三、エディ・カックス
- 共同エグゼクティブ・プロデューサー - Stan Lee、C.B. Cebulski、Cort Lane
- チーフ・プロデューサー - 久保聡、Yurika Araki Dennis
- プロデューサー - 菅沢正浩（テレビ東京）、落合智、スコット・ドルフ
- ナレーション - 落合隼亮
- シリーズ構成 - キング・リュウ
- 音楽 - スタジオキッチン
- アニメーション制作担当 - 額賀康彦（第1話 - 第13話）→本間修（第14話 - ）
- 美術監督 - 李凡善
- 美術設定 - 坂本信人
- 色彩設計 - 堀田哲平
- 撮影監督 - 石山智之
- 編集 - 片瀬健太
- キャラクターデザイン - 山室直儀、舘直樹（第27話 - ）
- メカニックデザイン - 村俊太朗
- アニメーションプロデューサー - 浅間陽介、田代成美（第1話 - 第13話）
- シリーズディレクター - 小村敏明
- アニメーション制作 - 東映アニメーション
- 製作 - ウォルト・ディズニー・ジャパン

### 英語版スタッフ
- 音声演出 - メアリー・エリザベス・マクグリン
- ADR制作 - スタジオポリス

## 主題歌
日本版
オープニングテーマ「突キ破レル -Time to SMASH!」
作詞 - 井上秋緒 / 作曲・編曲 - 浅倉大介 / アーティスト - T.M.Revolution（レーベル - EPICレコードジャパン）
エンディングテーマ「Thread of fate」
作詞 - 井上秋緒 / 作曲・編曲 - 浅倉大介 / アーティスト - T.M.Revolution（レーベル - EPICレコードジャパン）
6話まではディスクが回る映像で、7話から玩具『ディスクチェンジ!』シリーズをCG化した映像になった。
韓国版
主題曲「D-スマッシュ」
作詞、作曲 - キム・キヒョン / 歌 - ストーリーセラー / コーラス - イ・ジョンウン / ギター - ハン・ジェジュン / 録音 - スタジオ801

## 各話リスト
| 話数   | サブタイトル            | 脚本                                                                 | （絵コンテ） 演出                | 作画監督                         | ヒーロー&ヴィラン紹介              | 放送日        |
| ------ | ----------------------- | -------------------------------------------------------------------- | -------------------------------- | -------------------------------- | ---------------------------------- | ------------- |
| 第1話  | 最強の勇者たち!         | キング・リュウ                                                       | （地岡公俊） 広嶋秀樹            | 北野幸広                         | アイアンマン                       | 2014年 4月2日 |
| 第2話  | ヒーロー全滅!?          | キング・リュウ                                                       | 畑野森生                         | 高橋晃                           | キング・コブラ                     | 4月9日        |
| 第3話  | 復活!アイアンマン       | キング・リュウ                                                       | （小村敏明） 園田誠              | 山口光紀、石川修                 | ソー                               | 4月16日       |
| 第4話  | 助っ人ホークアイ        | キング・リュウ                                                       | うえだひでひと                   | 眞部周一郎、橋本英樹 山村俊了    | クリムゾン・ダイナモ               | 4月23日       |
| 第5話  | マイティ・ソー降臨      | キング・リュウ                                                       | （芝田浩樹） 平山美徳            | 八島善孝                         | キャプテン・アメリカ               | 4月30日       |
| 第6話  | ハルク大暴走!!          | キング・リュウ                                                       | （八島善孝） 中村亮太            | 北野幸広                         | グリーン・ゴブリン                 | 5月7日        |
| 第7話  | ハルク対キャプテン      | キング・リュウ                                                       | 古賀豪                           | 高橋晃                           | ハルク                             | 5月14日       |
| 第8話  | 勢揃いアベンジャーズ    | キング・リュウ                                                       | （井上栄作） 園田誠              | 舘直樹                           | リザード                           | 5月21日       |
| 第9話  | 消えたスパイダーマン    | キング・リュウ                                                       | 畑野森生                         | 石川修                           | ワスプ                             | 5月28日       |
| 第10話 | 対決!銀色のサムライ     | キング・リュウ                                                       | （八島善孝） 広嶋秀樹            | 佐久間信一                       | ロキ                               | 6月4日        |
| 第11話 | トニーからのプレゼント  | 竹内利光                                                             | 芝田浩樹                         | 八島善孝                         | スパイダーマン                     | 6月11日       |
| 第12話 | 無敵連発!ジャガーノート | 小山真                                                               | 高田淳                           | 岡辰也、山村俊了 眞部周一郎      | アボミネーション                   | 6月18日       |
| 第13話 | 重力上等!グラビトン     | 竹内利光                                                             | （地岡公俊） 平山美穂            | 北野幸広                         | ウォーマシン                       | 6月25日       |
| 第14話 | 闇のムチをあやつる男    | 竹内利光                                                             | 小川孝治                         | 高橋晃                           | モードック                         | 7月2日        |
| 第15話 | 城の秘宝をさがし出せ    | 坪田文                                                               | （八島善孝） 広嶋秀樹            | 八島善孝、北條直明 平野絵美      | ダイヤモンドバック                 | 7月9日        |
| 第16話 | 制御不能の野獣たち      | キング・リュウ                                                       | 古賀豪                           | 舘直樹                           | ホークアイ                         | 7月16日       |
| 第17話 | その男、ウルヴァリン    | キング・リュウ                                                       | 畑野森生                         | 佐久間信一                       | ディアブロ                         | 7月23日       |
| 第18話 | ミュータント少女覚醒    | 坪田文                                                               | 芝田浩樹                         | 石川修                           | ワールウィンド                     | 7月30日       |
| 第19話 | 奪われたヒーローたち    | 竹内利光                                                             | （地岡公俊） 広嶋秀樹            | 八島善孝                         | アブソーピングマン                 | 8月6日        |
| 第20話 | 危うし!ウルヴァリン     | 坪田文                                                               | （加戸誉夫） （小村敏明） 徐恵眞 | 岡辰也、山村俊了 眞部周一郎      | グラビトン                         | 8月13日       |
| 第21話 | X-MEN!ロキ城へ          | 竹内利光                                                             | 園田誠                           | 北野幸広、北條直明 平野絵美      | レッカー                           | 8月20日       |
| 第22話 | 決戦ロキ対ヒーロー達    | キング・リュウ                                                       | 小川孝治                         | 高橋晃                           | ジャガーノート                     | 8月27日       |
| 第23話 | 新たなる赤い恐怖        | キング・リュウ                                                       | （八島善孝） 平山美穂            | 八島善孝                         | シルバー・サムライ                 | 9月3日        |
| 第24話 | 銀河のガーディアンズ    | 坪田文                                                               | 古賀豪                           | 北野幸広                         | ウィップラッシュ                   | 9月10日       |
| 第25話 | ガーディアンズと共に    | 坪田文                                                               | 畑野森生                         | 石川修、北條直明 平野絵美        | ドクター・オクトバス               | 9月17日       |
| 第26話 | 極秘データを守り抜け    | 小山真、キング・リュウ 坪田文、竹内利光                              | 芝田浩樹                         | 美馬健二                         | ウルヴァリン                       | 9月24日       |
| 第27話 | 禁断のヒーロー登場?     | キング・リュウ                                                       | （地岡公俊） 広嶋秀樹            | 苫政三                           | セイバートゥース                   | 10月1日       |
| 第28話 | 地球破壊計画            | キング・リュウ                                                       | いわもとやすお                   | 小田多恵子、水村良男 小田武士    | デストロイヤー                     | 10月8日       |
| 第29話 | 国王ブラックパンサー    | 竹内利光                                                             | 角銅博之                         | 八島善孝、舘直樹                 | バロン・ジモ                       | 10月15日      |
| 第30話 | クリス 決断の時         | キング・リュウ                                                       | 小川孝治                         | 北野幸広、舘直樹                 | プレデターX                        | 10月22日      |
| 第31話 | エドひとりの潜入計画    | 坪田文                                                               | 小林孝志                         | 株興錫、李相振 金殷河            | X-MEN                              | 10月29日      |
| 第32話 | 悪に染まるヒカル        | 坪田文                                                               | （石踊宏） 徐恵眞                | 岡辰也、山村俊了 眞部周一郎      | センチネル                         | 11月5日       |
| 第33話 | 赤いドクロの究極作戦    | 竹内利光                                                             | （八島善孝） 広嶋秀樹            | 石川修                           | マグニートー                       | 11月12日      |
| 第34話 | 新人アベンジャーズ?     | ますもとたくや                                                       | 芝田浩樹                         | 八島善孝                         | サンファイアー                     | 11月19日      |
| 第35話 | 黒いスパイダーマン      | 広田光毅                                                             | 古賀豪                           | 高橋晃                           | ミスティーク                       | 11月26日      |
| 第36話 | 寄生体ヴェノムの弱点    | 広田光毅                                                             | 園田誠                           | 北野幸広                         | ガーディアンズ・オブ・ギャラクシー | 12月3日       |
| 第37話 | 賢すぎる助手ロボット    | 坪田文                                                               | いわもとやすお                   | 古沢英明、吉田巧介 松本昌代      | レッド・スカル                     | 12月10日      |
| 第38話 | 大気圏外アイアンマン    | キング・リュウ                                                       | （地岡公俊） 平山美穂            | 浅沼昭弘                         | クロスボーンズ                     | 12月17日      |
| 第39話 | 超巨大ウルトロン軍団    | キング・リュウ                                                       | （石踊宏） 徐恵眞                | 岡辰也、山村俊了 眞部周一郎      | タイガーシャーク                   | 12月24日      |
| 第40話 | ヒカルとソーと謎の声    | 東堂いづみ、キング・リュウ 竹内利光、坪田文 ますもとたくや、広田光毅 | 広嶋秀樹                         | 星川信芳                         | デッドプール                       | 2015年 1月7日 |
| 第41話 | ふたたび蠢く5悪党       | 竹内利光                                                             | 角銅博之                         | 八島善孝                         | ファルコン                         | 1月14日       |
| 第42話 | 吸血鬼だらけの夜        | ますもとたくや キング・リュウ                                        | 小川孝治                         | 石川修                           | ブラックパンサー                   | 1月21日       |
| 第43話 | ブレイドの非情な決断    | キング・リュウ                                                       | 芝田浩樹                         | 北野幸広                         | アイアンフィスト                   | 1月28日       |
| 第44話 | ローニンと闇の秘宝      | 広田光毅                                                             | 畑野森生                         | 榎本勝紀                         | パワーマン                         | 2月4日        |
| 第45話 | ヒーロー分断のワナ      | 坪田文                                                               | （古賀豪） 宍戸望                | 浅沼昭弘                         | ノバ                               | 2月11日       |
| 第46話 | ドクター・ストレンジ    | 竹内利光                                                             | （石踊宏） 徐恵眞                | 岡辰也、山村俊了 眞部周一郎      | マンダリン                         | 2月18日       |
| 第47話 | 目覚めたトニーの警告    | 坪田文                                                               | 園田誠                           | 八島善孝                         | ヴェノム                           | 2月25日       |
| 第48話 | ついに開かれる闇の扉    | 広田光毅                                                             | （角銅博之） 広嶋秀樹            | 北野幸広                         | ウルトロン                         | 3月4日        |
| 第49話 | ディスクから完全解放    | キング・リュウ                                                       | いわもとやすお                   | 齋藤温子、松本昌代 Kim myong sim | ジャイアントマン                   | 3月11日       |
| 第50話 | 倒れゆくヒーロー連合    | キング・リュウ                                                       | 小川孝治                         | 舘直樹                           | ブレイド                           | 3月18日       |
| 第51話 | さらば僕だけの英雄達    | キング・リュウ                                                       | （小村敏明） 三上雅人            | 石川修                           | ドルマムゥ                         | 3月25日       |

## 放送局
| 放送地域       | 放送局             | 放送期間                      | 放送日時           | 放送系列       | 備考                         |
| -------------- | ------------------ | ----------------------------- | ------------------ | -------------- | ---------------------------- |
| 関東広域圏     | テレビ東京         | 2014年4月2日 - 2015年3月25日  | 水曜 18:30 - 18:57 | テレビ東京系列 | 制作局                       |
| 北海道         | テレビ北海道       | 2014年4月2日 - 2015年3月25日  | 水曜 18:30 - 18:57 | テレビ東京系列 |                              |
| 愛知県         | テレビ愛知         | 2014年4月2日 - 2015年3月25日  | 水曜 18:30 - 18:57 | テレビ東京系列 |                              |
| 大阪府         | テレビ大阪         | 2014年4月2日 - 2015年3月25日  | 水曜 18:30 - 18:57 | テレビ東京系列 |                              |
| 岡山県・香川県 | テレビせとうち     | 2014年4月2日 - 2015年3月25日  | 水曜 18:30 - 18:57 | テレビ東京系列 |                              |
| 福岡県         | TVQ九州放送        | 2014年4月2日 - 2015年3月25日  | 水曜 18:30 - 18:57 | テレビ東京系列 |                              |
| 日本全域       | ニコニコチャンネル | 2014年4月2日 - 2015年3月25日  | 水曜 24:00 更新    | ネット配信     | 第1話も含め、最新話1週間無料 |
| 日本全域       | GYAO!              | 2014年4月3日 - 2015年3月26日  | 木曜 0:00 更新     | ネット配信     |                              |
| 日本全域       | ディズニーXD       | 2014年5月18日 - 2015年5月10日 | 日曜 9:00 - 9:30   | CS放送         | リピート放送あり             |
| 日本全域       | Dlife              | 2014年7月26日 - 2015年7月11日 | 土曜 18:30 - 19:00 | BS放送         |                              |

### 日本国外での放送
韓国
トゥーニバース
台湾
ディズニー・チャンネル
香港
ディズニー・チャンネル
東南アジア
ディズニーXD
フィリピン
ディズニー・チャンネル

## メディアミックス

### データカードダス
『ディスク・ウォーズ:アベンジャーズ 魂ロワイヤル』は、2014年6月26日より稼働のデータカードダス。2015年2月に3弾でサービス終了が告知された。
- 2014年6月26日 1弾稼働開始

登場キャラ - アイアンマン、キャプテン・アメリカ、ソー、ハルク、ワスプ、ロキ、アボミネーション、タイガーシャーク、グラビトン、モードック、バロン・ジモ、リザード、ウィップラッシュ
参加イラストレーター - saku、TONJI MATSUNO、Tanimeso、funbolt、ISHIDA VAL、佐々木心、クロブチぬまま、Rintaro Murase、hokuto、Hida Keiji、tamachikuwa、矢薙じょう、nabe、F.M.U、Okunomiyaki、KEN NAGASAKI、Hirame Kikushi、yamazaki taro、mahito、W.AIAI、Kazuo matsushima、Kakoi Kazuhiro、Hokuyu、山城良文、Azul
- 2014年8月21日 2弾稼働開始

登場キャラ - スパイダーマン、ウルヴァリン、サイクロップス、ビースト、デッドプール
参加イラストレーター - Hiroshi Ayaragi、渡辺悟、Gurihiru、HItotsu、松（A-TYPEcorp.）、かいぞく、hironobu iwata、JUN YAMAGUCHI、羊箱、白滝きのこ、浜元ひかる、S T S、Patricia、澁谷徹（しぶ3）、リュダ
- 2014年12月11日 3弾稼働開始

登場キャラ - アイアンマン（ビルドアップver.）、キャプテン・アメリカ（ビルドアップver.）、ソー（ビルドアップver.）、ハルク（ビルドアップver.）、ワスプ（ビルドアップver.）、アイアン・スパイダーマン、ロケット・ラクーン、レッド・スカル、ヴェノム
参加イラストレーター - K2 Shokai、内藤泰弘

### バチ魂バット
『ディスク・ウォーズ:アベンジャーズ バチ魂（こん）バット』は、バンダイより発売のメンコをアレンジした玩具。本編中に登場する「ディスク」と同様の形状をしている。
ラインナップ
- スターターセット ST01 爆烈アタック編
- スターターセット ST02 鉄壁カウンター編
- ブースターパック Vol.1 集結！アベンジャーズ編
- ブースターパック Vol.2 最強VS最凶！魂（ソウル）覚醒 デッドヒート編！
- ブースターパック Vol.3 遺伝子覚変！参戦X-MEN編！
- ブースターパック Vol.4 必殺体武！ビルドアップアベンジャーズ編！
- ブースターパック Vol.5 スイッチ爆誕！ダブルヒーロー編！
- ミュータントバチ魂ディスク AS01 テック編
- ミュータントバチ魂ディスク AS02 エナジー編
- ミュータントバチ魂ディスク AS03 ファイト編
- ミュータントバチ魂ディスク AS04 アニマル編
- ミュータントバチ魂ディスク AS05 パワー編
- ビルドアップバチ魂プレート PD01 鋼鉄テック編
- ビルドアップバチ魂プレート PD02 拳撃ファイト編
- ビルドアップバチ魂プレート PD03 神魔エナジー編
- ビルドアップバチ魂プレート PD04 剛力パワー編
- ビルドアップバチ魂プレート PD05 獣閃アニマル編

### ゲーム
『ディスク・ウォーズ:アベンジャーズ アルティメットヒーローズ』は、2014年11月13日にバンダイナムコゲームスより発売されたニンテンドー3DS用ゲームソフト。ジャンルは対戦バトルアクション。